# هنكلو (تشيشير)
هنكلو (بالإنجليزية: Hankelow)‏ هي قرية و أبرشية مدنية تقع في المملكة المتحدة في إنجلترا. يقدر عدد سكانها بـ 272 نسمة .